# 後藤希友

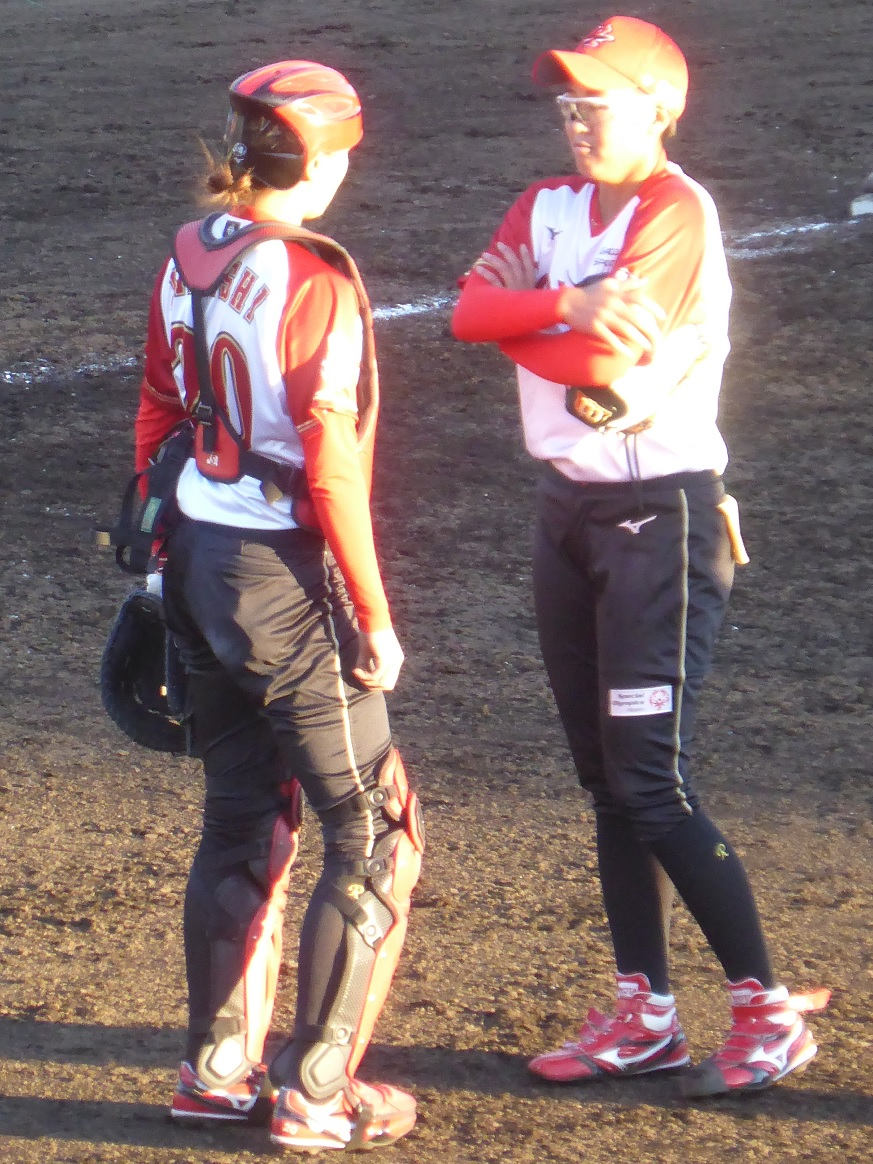
切石結女との日本代表バッテリー (2023年)

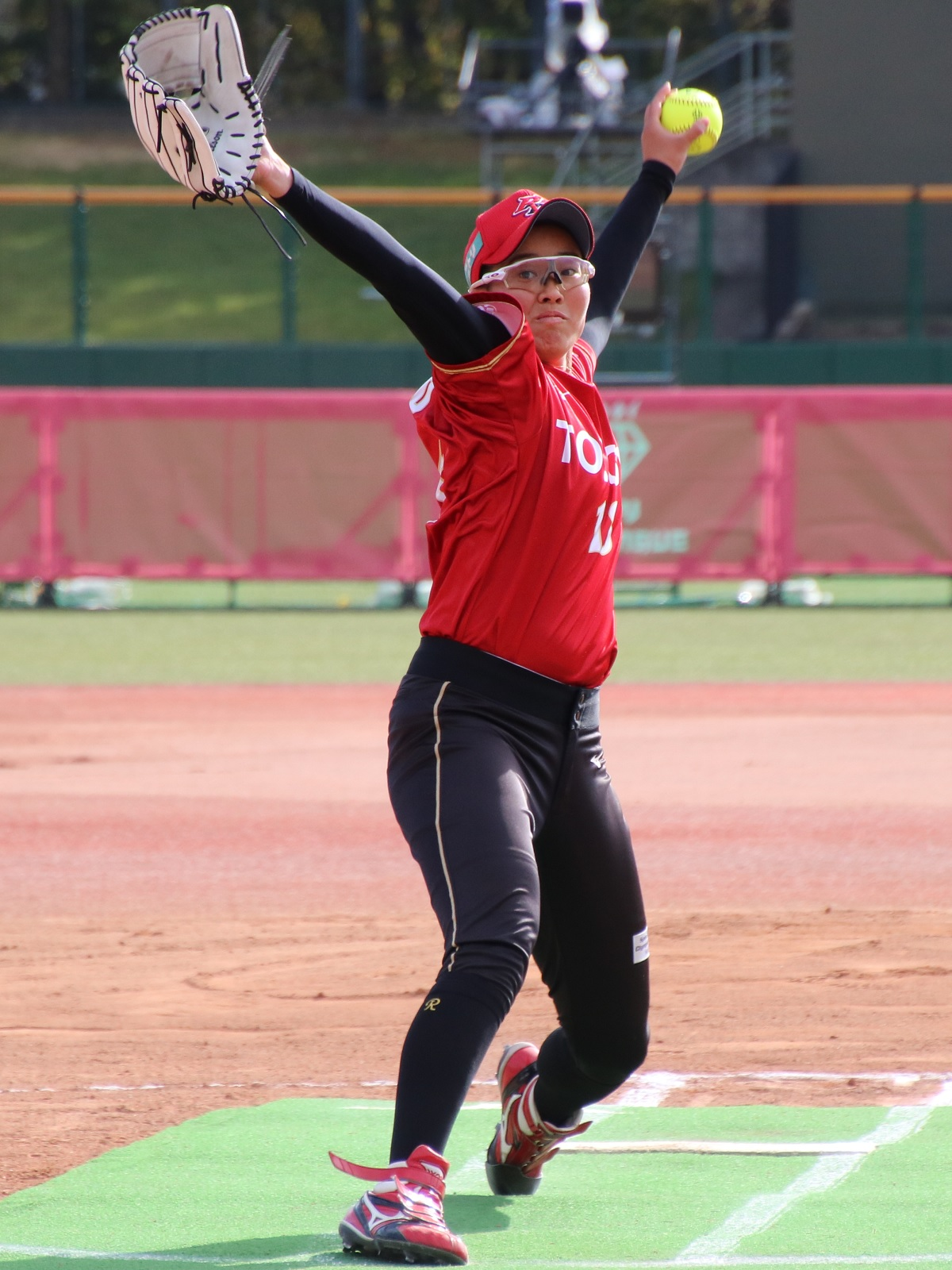
トヨタレッドテリアーズ時代 (2024年)

後藤 希友（ごとう みう、2001年3月2日 - ）は、愛知県名古屋市出身の女子ソフトボール選手（投手）。戸田中央メディックス埼玉所属。ソフトボール日本代表。2021年開催の東京オリンピック金メダリスト。

## 経歴
愛知県名古屋市熱田区出身。名古屋市立野立小学校→名古屋市立日比野中学校→東海学園高等学校卒業。
中学校時代は全国大会にいま一歩というレベルで終わったが、2015年3月の第11回都道府県対抗全日本中学生女子ソフトボール大会では愛知県チーム「AICHI」のエースとしてマウンドに立ち、優勝の栄冠を勝ち取っている。また同じ2015年には日本ソフトボール協会の全国女子ジュニア育成研修会（U-15年代）に召集されている。
東海学園高等学校時代は3年生の時に第70回全日本高校女子選手権（平成30年度全国高等学校総合体育大会／三重県）にて決勝で兵庫大学附属須磨ノ浦高等学校に敗れて準優勝が最高成績であったが、2年生の時に年代別カテゴリーの日本代表が一同に集った「2017 SOFT JAPAN WINTER CAMP in 沖縄」に参加。後藤はここでトップ選手とのレベル差を思い知ったという。
2019年に東海学園高等学校を卒業し、実業団のトヨタ自動車レッドテリアーズに入団。
2020年1月、オーストラリアのブラックタウン・ベースボールスタジアムで開催された「2020 Australia Pacific Cup」に出場する日本代表に選出され、1月30日の対台湾戦で先発登板して代表デビューを果たした。
レッドテリアーズ入団後は、モニカ・アボット（アメリカ合衆国）がエースとして君臨する中、2019年4月21日の日本リーグ1部のNECプラットフォームズ戦（宮崎市生目の杜運動公園野球場）で二番手投手として登板し、リーグ戦デビューを果たした。
2020年度のリーグ戦ではアボットが抜けた後のチームの大黒柱となり、5勝0敗で勝率10割、防御率1.42で4位の成績を収め、リーグ新人賞に輝いた。
2021年は5月9日豊田自動織機シャイニングベガ戦で、前日のシオノギ製薬ポポンギャルズ戦の三輪さくらの完全試合に続いて、自身初のノーヒットノーランを達成した。同年、日本代表として東京オリンピックに出場。全6試合中5試合に登板して10回3分の2を無失点、22奪三振の好投で日本の金メダル獲得に貢献した。
リーグ戦においては、最優秀防御率・ベストナイン・MVPのタイトルを獲得した。
2022年5月29日のデンソーブライトペガサス戦で、前年に続きノーヒットノーランを達成した。
また6月19日、タカギ北九州ウォーターウェーブ戦で今季ニ度目、自身三度目のノーヒットノーランを達成する快挙を成し遂げた。
2025年、戸田中央メディックス埼玉に移籍。

## 人物・エピソード
小学校4年生の時に学校のクラブ活動の一環でソフトボールを始めるが、バスケットボールも大好きだったのでいわば楽しみ程度での活動だったという。
名古屋市立日比野中学校入学時にはソフトボールをやるつもりは全くなかったが、小学校時代にこの中学校で行われていた講習会に参加しており、講習会での後藤を見ていた中学ソフトボール部顧問から「（部に）入れ」と勧誘を受けたことから、入部して本格的にソフトボールに取り組むことになった。
トヨタ自動車レッドテリアーズのチームメートで、師匠であるモニカ・アボットからは「ミニモニカ」と呼ばれている。
東京オリンピック日本代表として金メダルを獲得した功績をたたえ、2021年12月23日、名古屋市熱田区のファミリーマート熱田切戸町店前に記念のゴールドポスト（第36号）が設置された（ゴールドポストプロジェクト）。

### 表敬訪問
2021年8月4日午前、金メダル獲得に伴う表敬訪問として、名古屋市役所を訪問。同市市長である河村たかしより金メダルを見せてほしいとリクエストされた上で、自分の首にかけるように要求され、後藤が首にかけると突然、河村は自らのマスクを外し、後藤に無断で金メダルを噛んだ。この行為により翌5日午前までに名古屋市役所に3000件超の河村に対する抗議および批判が寄せられ、また、後藤が所属するトヨタ自動車も「あるまじき行為」「アスリートへの敬意や賞賛、（新型コロナウイルス）感染予防への配慮が感じられず、大変残念に思う」とのコメントを発表した。

## 詳細情報

### 日本リーグ個人表彰
- 2020年 - 新人賞（投手）
- 2021年 - 最高殊勲選手賞、最多勝利投手賞（9勝3敗）、ベストナイン賞（投手）

### JDリーグ個人表彰
- 2022年 - [西]最高殊勲選手賞、[西]最優秀防御率賞（0.47）、[西]最多勝利投手賞（13勝）、[西]ベストナイン（投手）
- 2023年 - [西]最高殊勲選手賞、[西]最優秀防御率賞（0.83）、[西]最多勝利投手賞（14勝）、[西]ベストナイン（投手）、Most Wow! Player of the Year[注 2]
- 2024年 - [西]最優秀防御率賞（0.52）

### 背番号
- 18（2019 - 2024）
- 17（2025 - ）